# Ryan Shore
Ryan Shore (Toronto, 29 dicembre 1974) è un compositore canadese naturalizzato statunitense.

## Biografia
Nipote del compositore e direttore d'orchestra Howard Shore, si è laureato nel 1996 al Berklee College of Music. Nel 2012 è stato candidato ai Grammy Awards per la migliore colonna sonora per un media audio-visivo grazie al film The Shrine.

## Filmografia

### Cinema
- Vulgar, regia di Bryan Johnson (2000)
- Lift, regia di DeMane Davis e Khari Streeter (2001)
- Harvard Man, regia di James Toback (2001)
- 212, regia di Anthony Ng (2005)
- Confession, regia di Jonathan Meyers (2005)
- Headspace, regia di Andrew van den Houten (2005)
- Prime, regia di Ben Younger (2005)
- Terapia d'amore (Numb), regia di Harris Goldberg (2007)
- La ragazza della porta accanto (The Girl Next Door), regia di Gregory Wilson (2007)
- Jack Brooks: Monster Slayer, regia di Jon Knautz (2007)
- Senki, regia di Milčo Mančevski (2007)
- Home Movie, regia di Christopher Denham (2008)
- Lower Learning, regia di Mark Lafferty (2008)
- Made for Each Other, regia di Daryl Goldberg  (2009)
- Cabin Fever 2 - Il contagio (Cabin Fever 2: Spring Fever), regia di Ti West (2009)
- Offspring, regia di Andrew van den Houten (2009)
- Horror Movie (Stan Helsing), regia di Bo Zenga (2009)
- Stelle emergenti (Rising Stars), regia di Daniel Millican (2010)
- The Shrine, regia di Jon Knautz (2010)
- Scooby-Doo! e il mistero del wrestling (Scooby-Doo! Wrestlemania Mistery), regia di Brandon Vietti (2014)
- Goddess of Love, regia di Jon Knautz (2015)
- Floyd Norman: Una vita nell'animazione (Floyd Norman: An Animated Life), regia di Michael Fiore ed Erik Sharkey – documentario (2016)
- Scooby-Doo! e WWE - La corsa dei mitici Wrestlers (Scooby-Doo! and WWE: Curse of the Speed Demon), regia di Tim Divar e Brandon Vietti (2016)
- Alex & The List, regia di Harris Goldberg (2017)
- Buckout Road, regia di Matthew Currie Holmes (2017)
- 9 Ṣ̄ās̄trā, regia di Pongsa Kornsri, Nat Yoswatananont e Gun Phansuwon (2019)
- Love, Guaranteed, regia di Mark Steven Johnson (2020)

### Televisione
- Sesamo apriti (Sesame Street) – serie TV, episodio 44x22 (2013)
- Penn Zero: Eroe Part-Time (Penn Zero: Part-Time Hero) – serie TV, 53 episodi (2014-2017)
- I racconti del brivido - L'armadio delle anime (R.L. Stine's Monsterville: Cabinet of Souls), regia di Peter DeLuise – film TV (2015)
- Julie's Greenroom – serie TV, 13 episodi (2017)
- Un poliziotto e mezzo - Nuova recluta (Cop and a Half: New Recruit), regia di Jonathan A. Rosenbaum – film TV (2017)
- Mini Natale (Tiny Christmas), regia di Jonathan A. Rosenbaum – film TV (2017)
- Star Wars: Forces of Destiny – serie TV, 36 episodi (2017-2018)
- Go! Go! Cory Carson - Campo estivo (Go! Go! Cory Carson) – serie TV, 14 episodi (2020)
- The Not Too Late Show with Elmo  – serie TV, 13 episodi (2020)